# カツジ
カツジ（欧字名:Katsuji、2015年4月27日 - ）は、日本の競走馬。主な勝ち鞍は、2018年のニュージーランドトロフィー、2020年のスワンステークス。
馬名の意味は、人名より。

## 経歴

### 2歳（2017年）
10月21日の新馬戦（京都芝1600m）でデビュー。松山弘平が騎乗し、人気に応え初勝利を挙げる。2戦目はデイリー杯2歳ステークスに出走し2着に入る。

### 3歳（2018年）
3歳初戦はきさらぎ賞を選択。プラス14kgでの出走となり5着に敗れる。続くニュージーランドトロフィーは12kg馬体重を減らし、最後の直線で外から力強く伸び、ケイアイノーテックをアタマ差で退けて1着。重賞初制覇を果たし、NHKマイルカップの優先出走権を獲得した。本番のNHKマイルカップ中団から伸びを欠き8着。勝ったのは前走2着に負かしたケイアイノーテックだった。
5か月ぶりの実戦で古馬との初対戦となった毎日王冠は、ブービーの12着。16番人気での出走となったマイルチャンピオンシップは上がり最速で追い込み4着と好走する。

### 4歳（2019年）
次走、京都金杯は8着。洛陽ステークスは3着に入る。1番人気での出走となった東風ステークスは6着に敗れる。次走、ダービー卿チャレンジトロフィーは11着。その後故障により休養に入る。

### 5歳（2020年）
1年ぶりの出走となった復帰戦、東風ステークスは横山典弘に乗り替わり6着。松山に戻ったダービー卿チャレンジトロフィーは8着と凡退。次走、新潟大賞典は10着、米子ステークスは16着とそれぞれ惨敗。夏は休養に充て、初の1200mとなったオパールステークスは9着。次走、スワンステークスは岩田康誠が騎乗。レースは向こう正面で先頭に立ち、直線でも脚色は衰えず2着ステルヴィオに1馬身押し切って快勝。約2年7カ月ぶりの勝利で重賞2勝目を飾った。しかし、次走マイルチャンピオンシップは最下位の17着に敗れる。

### 6歳（2021年）
6歳初戦となった阪急杯、続く高松宮記念とともに15着に敗れる。函館スプリントステークスは最後方から追い込み0.1秒差の5着に入る。続くキーンランドカップと初ダート戦のテレ玉杯オーバルスプリントはブービー、スワンステークスとチャンレンジカップは殿負けに終わった。

### 7歳（2022年）
障害に転向し、6月12日に障害未勝利戦に出走。4番人気に推されたが、11着に敗れた。その後7月に障害未勝利戦を2度出走するも5着、3着と勝ちきれずにいた。翌2023年1月14日付けで競走馬登録を抹消され現役を引退した。

### 引退後
引退後は乗馬となって広島県東広島市の広島県立西条農業高校に繁養されている。2025年より功労馬繋養支援事業の助成対象馬となり、引き続き同地で繋養されている。

## 競走成績
以下の内容は、JBISサーチおよびnetkeiba.comに基づく。
| 競走日     | 競馬場 | 競走名                     | 格     | 距離（馬場）  | 頭 数 | 枠 番 | 馬 番 | オッズ （人気） | 着順 | タイム （上がり3F） | 着差 | 騎手      | 斤量 [kg] | 1着馬（2着馬）         | 馬体重 [kg] |
| ---------- | ------ | -------------------------- | ------ | ------------- | ----- | ----- | ----- | --------------- | ---- | ------------------- | ---- | --------- | --------- | ---------------------- | ----------- |
| 2017.10.21 | 京都   | 2歳新馬                    |        | 芝1600m（重） | 15    | 4     | 6     | 002.10（1人）   | 01着 | R1:38.8（35.9）     | -0.2 | 0松山弘平 | 55        | （コンパウンダー）     | 472         |
| 0000.11.11 | 京都   | デイリー杯2歳S             | GII    | 芝1600m（良） | 9     | 8     | 8     | 005.40（4人）   | 02着 | R1:36.5（35.0）     | -0.2 | 0松山弘平 | 55        | ジャンダルム           | 476         |
| 2018.02.04 | 京都   | きさらぎ賞                 | GIII   | 芝1800m（良） | 10    | 8     | 10    | 005.00（3人）   | 05着 | R1:49.6（36.0）     | -0.8 | 0松山弘平 | 56        | サトノフェイバー       | 490         |
| 0000.04.07 | 中山   | NZT                        | GII    | 芝1600m（良） | 15    | 3     | 5     | 004.00（2人）   | 01着 | R1:34.2（33.9）     | -0.0 | 0松山弘平 | 56        | （ケイアイノーテック） | 478         |
| 0000.05.06 | 東京   | NHKマイルC                 | GI     | 芝1600m（良） | 18    | 1     | 1     | 015.60（8人）   | 08着 | R1:33.5（35.0）     | -0.7 | 0松山弘平 | 57        | ケイアイノーテック     | 484         |
| 0000.10.07 | 東京   | 毎日王冠                   | GII    | 芝1800m（良） | 13    | 8     | 12    | 042.00（9人）   | 12着 | R1:46.8（35.5）     | -2.3 | 0松山弘平 | 55        | アエロリット           | 482         |
| 0000.11.18 | 京都   | マイルCS                   | GI     | 芝1600m（良） | 18    | 8     | 16    | 231.1（16人）   | 04着 | R1:33.5（33.4）     | -0.2 | 0松山弘平 | 56        | ステルヴィオ           | 488         |
| 2019.01.05 | 京都   | 京都金杯                   | GIII   | 芝1600m（良） | 17    | 2     | 3     | 005.90（3人）   | 08着 | R1:35.3（34.7）     | -0.4 | 0松山弘平 | 56        | パクスアメリカーナ     | 494         |
| 0000.02.09 | 京都   | 洛陽S                      | L      | 芝1600m（良） | 12    | 7     | 10    | 003.10（2人）   | 03着 | R1:35.4（34.1）     | -0.2 | 0松山弘平 | 57        | グァンチャーレ         | 500         |
| 0000.03.10 | 中山   | 東風S                      | L      | 芝1600m（良） | 14    | 7     | 11    | 002.40（1人）   | 06着 | R1:34.5（34.5）     | -0.3 | 0松山弘平 | 57        | ジョーストリクトリ     | 490         |
| 0000.03.30 | 中山   | ダービー卿CT               | GIII   | 芝1600m（良） | 16    | 6     | 11    | 014.60（9人）   | 11着 | R1:32.6（33.9）     | -0.9 | 0松山弘平 | 57        | フィアーノロマーノ     | 490         |
| 2020.03.15 | 中山   | 東風S                      | L      | 芝1600m（稍） | 16    | 8     | 16    | 008.30（5人）   | 06着 | R1:34.7（36.8）     | -0.6 | 0横山典弘 | 57        | ストーミーシー         | 492         |
| 0000.04.04 | 中山   | ダービー卿CT               | GIII   | 芝1600m（良） | 16    | 8     | 15    | 015.70（7人）   | 08着 | R1:33.3（34.4）     | -0.5 | 0松山弘平 | 56        | クルーガー             | 490         |
| 0000.05.10 | 新潟   | 新潟大賞典                 | GIII   | 芝2000m（良） | 16    | 3     | 5     | 014.80（8人）   | 10着 | R1:59.8（35.2）     | -1.2 | 0丸山元気 | 56        | トーセンスーリヤ       | 494         |
| 0000.06.21 | 阪神   | 米子S                      | L      | 芝1600m（良） | 18    | 3     | 5     | 012.60（5人）   | 16着 | R1:34.5（35.3）     | -1.8 | 0松山弘平 | 57        | スマイルカナ           | 500         |
| 0000.10.10 | 京都   | オパールS                  | L      | 芝1200m（重） | 18    | 2     | 3     | 018.10（8人）   | 09着 | R1:09.8（35.5）     | -1.2 | 0松山弘平 | 56        | リバティハイツ         | 498         |
| 0000.10.31 | 京都   | スワンS                    | GII    | 芝1400m（良） | 16    | 2     | 4     | 143.7（11人）   | 01着 | R1:21.2（34.3）     | -0.2 | 0岩田康誠 | 56        | （ステルヴィオ）       | 500         |
| 0000.11.22 | 阪神   | マイルCS                   | GI     | 芝1600m（良） | 17    | 5     | 9     | 133.70（9人）   | 17着 | R1:34.3（35.6）     | -2.3 | 0池添謙一 | 57        | グランアレグリア       | 500         |
| 2021.02.28 | 阪神   | 阪急杯                     | GIII   | 芝1400m（良） | 17    | 2     | 3     | 047.00（8人）   | 15着 | R1:20.3（34.3）     | -1.1 | 0武豊     | 57        | レシステンシア         | 504         |
| 0000.03.28 | 中京   | 高松宮記念                 | GI     | 芝1200m（重） | 18    | 6     | 11    | 113.0（14人）   | 15着 | R1:10.2（35.5）     | -1.0 | 0中井裕二 | 55        | ダノンスマッシュ       | 506         |
| 0000.06.13 | 札幌   | 函館スプリントS            | GIII   | 芝1200m（良） | 16    | 4     | 8     | 026.60（9人）   | 05着 | R1:07.7（33.3）     | -0.1 | 0岩田康誠 | 57        | ビアンフェ             | 490         |
| 0000.08.29 | 札幌   | キーンランドC              | GIII   | 芝1200m（良） | 16    | 3     | 6     | 015.00（5人）   | 15着 | R1:10.1（34.5）     | -1.0 | 0横山武史 | 58        | レイハリア             | 494         |
| 0000.09.23 | 浦和   | テレ玉杯オーバルスプリント | JpnIII | ダ1400m（良） | 12    | 6     | 7     | 018.70（6人）   | 11着 | R1:26.6（37.0）     | -2.0 | 0戸崎圭太 | 57        | テイエムサウスダン     | 486         |
| 0000.10.30 | 阪神   | スワンS                    | GII    | 芝1400m（良） | 18    | 4     | 7     | 083.8（16人）   | 18着 | R1:22.6（36.5）     | -1.9 | 0浜中俊   | 57        | ダノンファンタジー     | 496         |
| 0000.12.04 | 阪神   | チャレンジC                | GIII   | 芝2000m（良） | 11    | 2     | 2     | 085.70（9人）   | 11着 | R2:03.3（35.9）     | -2.3 | 0岩田康誠 | 56        | ソーヴァリアント       | 506         |
| 2022.06.12 | 中京   | 障害3歳上未勝利            |        | 障3000m（良） | 13    | 6     | 9     | 008.20（4人）   | 11着 | R3:24.2（13.6）     | -4.1 | 0白浜雄造 | 60        | ダイメイコスモス       | 506         |
| 0000.07.02 | 福島   | 障害3歳上未勝利            |        | 障2750m（良） | 13    | 8     | 12    | 010.00（5人）   | 05着 | R3:02.8（13.3）     | -2.5 | 0白浜雄造 | 60        | バルンストック         | 492         |
| 0000.07.24 | 福島   | 障害3歳上未勝利            |        | 障2770m（良） | 11    | 4     | 4     | 006.00（3人）   | 03着 | R3:06.2（13.4）     | -2.3 | 0白浜雄造 | 60        | アルーフクライ         | 492         |

1. ↑  障害戦は平均1F

## エピソード
馬名の由来
本馬の馬名の由来となったのは、オーナーであるカナヤマホールディングス会長の金山政信の遠縁にあり、かつキャリア初期の主戦騎手であった松山弘平とも交流があった「勝次」という人物である。同氏は2015年に死去しており、普段は自ら馬名を命名することの無い金山が「これぞ」という馬に名付けた名前であった。
兄弟対決
2018年のマイルチャンピオンシップは全兄のミッキーグローリーと対戦した。JRAのGIで全兄弟の対決は初であり、結果はカツジ4着、ミッキーグローリー5着で弟に軍配が上がった。

## 血統表
| カツジの血統                    | カツジの血統                                           | カツジの血統                                      | （血統表の出典）                                  | （血統表の出典） |
| 父系                            | サンデーサイレンス系                                   | サンデーサイレンス系                              | サンデーサイレンス系                              |                  |
| 父 ディープインパクト 2002 鹿毛 | 父の父*サンデーサイレンス Sunday Silence 1986 青鹿毛   | Halo                                              | Hail to Reason                                    | Hail to Reason   |
| 父 ディープインパクト 2002 鹿毛 | 父の父*サンデーサイレンス Sunday Silence 1986 青鹿毛   | Halo                                              | Cosmah                                            |                  |
| 父 ディープインパクト 2002 鹿毛 | 父の父*サンデーサイレンス Sunday Silence 1986 青鹿毛   | Wishing Well                                      | Understanding                                     | Understanding    |
| 父 ディープインパクト 2002 鹿毛 | 父の父*サンデーサイレンス Sunday Silence 1986 青鹿毛   | Wishing Well                                      | Mountain Flower                                   |                  |
| 父 ディープインパクト 2002 鹿毛 | 父の母*ウインドインハーヘア Wind in Her Hair 1991 鹿毛 | Alzao                                             | Lyphard                                           | Lyphard          |
| 父 ディープインパクト 2002 鹿毛 | 父の母*ウインドインハーヘア Wind in Her Hair 1991 鹿毛 | Alzao                                             | Lady Rebecca                                      |                  |
| 父 ディープインパクト 2002 鹿毛 | 父の母*ウインドインハーヘア Wind in Her Hair 1991 鹿毛 | Burghclere                                        | Busted                                            | Busted           |
| 父 ディープインパクト 2002 鹿毛 | 父の母*ウインドインハーヘア Wind in Her Hair 1991 鹿毛 | Burghclere                                        | Highclere                                         |                  |
| 母 メリッサ 2004 鹿毛           | 母の父*ホワイトマズル White Muzzle 1990 鹿毛           | *ダンシングブレーヴ                               | Lyphard                                           | Lyphard          |
| 母 メリッサ 2004 鹿毛           | 母の父*ホワイトマズル White Muzzle 1990 鹿毛           | *ダンシングブレーヴ                               | Navajo Princess                                   |                  |
| 母 メリッサ 2004 鹿毛           | 母の父*ホワイトマズル White Muzzle 1990 鹿毛           | Fair of the Furze                                 | Ela-Mana-Mou                                      | Ela-Mana-Mou     |
| 母 メリッサ 2004 鹿毛           | 母の父*ホワイトマズル White Muzzle 1990 鹿毛           | Fair of the Furze                                 | Autocratic                                        |                  |
| 母 メリッサ 2004 鹿毛           | 母の母ストーミーラン 1991 鹿毛                         | *トニービン                                       | *カンパラ                                         | *カンパラ        |
| 母 メリッサ 2004 鹿毛           | 母の母ストーミーラン 1991 鹿毛                         | *トニービン                                       | Severn Bridge                                     |                  |
| 母 メリッサ 2004 鹿毛           | 母の母ストーミーラン 1991 鹿毛                         | ウインドオブサマー                                | *ノーザリー                                       | *ノーザリー      |
| 母 メリッサ 2004 鹿毛           | 母の母ストーミーラン 1991 鹿毛                         | ウインドオブサマー                                | アイレバース                                      |                  |
| 母系(F-No.)                     | フロリースカップ系(FN:3-l)                             | フロリースカップ系(FN:3-l)                        | フロリースカップ系(FN:3-l)                        | [ § 2 ]          |
| 5代内の近親交配                 | Lyphard 4×4＝12.50%、Northern Dancer 5×5･5＝9.38%      | Lyphard 4×4＝12.50%、Northern Dancer 5×5･5＝9.38% | Lyphard 4×4＝12.50%、Northern Dancer 5×5･5＝9.38% | [ § 3 ]          |
| 出典                            | 1. 2. 3.                                               | 1. 2. 3.                                          | 1. 2. 3.                                          | 1. 2. 3.         |

- 母メリッサは2010年北九州記念の勝ち馬。
- 全兄ミッキーグローリーは2018年京成杯オータムハンデキャップ、2019年関屋記念勝ち馬。
- 5代母サンマリノは、天皇賞 (秋)、有馬記念などを制した名牝ガーネツトの全妹にあたる。
- 9代母フロリスト（競走馬名フロラーカツプ）は1924年の帝室御賞典勝ち馬。
- さらに牝系を遡ると、小岩井農場の基礎輸入牝馬の1頭であるフロリースカツプにたどり着く。